# クリティクス・チョイス・ムービー・アワード SF/ホラー映画賞
クリティクス・チョイス・ムービー・アワード SF/ホラー映画賞（クリティクス・チョイス・ムービー・アワード エスエフ/ホラーえいがしょう、Critics' Choice Movie Award for Best Sci-Fi/Horror Movie）は、クリティクス・チョイス・アワードの賞の一つであり、クリティクス・チョイス・アソシエーションがその年の優れたSF映画及びホラー映画に贈る映画賞である。2012年から2019年まで選出され、2020年からはクリティクス・チョイス・スーパー・アワードの部門賞に移行したため廃止された。

## 受賞結果

### 2010年代
| 年   | 作品名                                | 監督                               | 出典        |
| ---- | ------------------------------------- | ---------------------------------- | ----------- |
| 2012 | LOOPER/ルーパー                       | ライアン・ジョンソン               | [ 1 ]       |
| 2012 | キャビン                              | ドリュー・ゴダード                 | [ 1 ]       |
| 2012 | プロメテウス                          | リドリー・スコット                 | [ 1 ]       |
| 2013 | ゼロ・グラビティ                      | アルフォンソ・キュアロン           | [ 2 ]       |
| 2013 | キャリー                              | キンバリー・ピアース               | [ 2 ]       |
| 2013 | 死霊館                                | ジェームズ・ワン                   | [ 2 ]       |
| 2013 | スター・トレック イントゥ・ダークネス | J・J・エイブラムス                 | [ 2 ]       |
| 2013 | ワールド・ウォーZ                     | マーク・フォースター               | [ 2 ]       |
| 2014 | インターステラー                      | クリストファー・ノーラン           | [ 3 ]       |
| 2014 | ババドック 暗闇の魔物                 | ジェニファー・ケント               | [ 3 ]       |
| 2014 | 猿の惑星: 新世紀                      | マット・リーヴス                   | [ 3 ]       |
| 2014 | スノーピアサー                        | ポン・ジュノ                       | [ 3 ]       |
| 2014 | アンダー・ザ・スキン 種の捕食         | ジョナサン・グレイザー             | [ 3 ]       |
| 2015 | エクス・マキナ                        | アレックス・ガーランド             | [ 4 ]       |
| 2015 | イット・フォローズ                    | デヴィッド・ロバート・ミッチェル   | [ 4 ]       |
| 2015 | ジュラシック・ワールド                | コリン・トレヴォロウ               | [ 4 ]       |
| 2015 | マッドマックス 怒りのデス・ロード     | ジョージ・ミラー                   | [ 4 ]       |
| 2015 | オデッセイ                            | リドリー・スコット                 | [ 4 ]       |
| 2016 | メッセージ                            | ドゥニ・ヴィルヌーヴ               | [ 5 ] [ 6 ] |
| 2016 | 10 クローバーフィールド・レーン       | ダン・トラクテンバーグ             | [ 5 ] [ 6 ] |
| 2016 | ドクター・ストレンジ                  | スコット・デリクソン               | [ 5 ] [ 6 ] |
| 2016 | ドント・ブリーズ                      | フェデ・アルバレス                 | [ 5 ] [ 6 ] |
| 2016 | スター・トレック BEYOND               | ジャスティン・リン                 | [ 5 ] [ 6 ] |
| 2016 | ウィッチ                              | ロバート・エガース                 | [ 5 ] [ 6 ] |
| 2017 | ゲット・アウト                        | ジョーダン・ピール                 | [ 7 ]       |
| 2017 | ブレードランナー 2049                 | ドゥニ・ヴィルヌーヴ               | [ 7 ]       |
| 2017 | IT/イット “それ”が見えたら、終わり。  | アンディ・ムスキエティ             | [ 7 ]       |
| 2017 | シェイプ・オブ・ウォーター            | ギレルモ・デル・トロ               | [ 7 ]       |
| 2018 | クワイエット・プレイス                | ジョン・クラシンスキー             | [ 8 ]       |
| 2018 | アナイアレイション -全滅領域-         | アレックス・ガーランド             | [ 8 ]       |
| 2018 | ハロウィン                            | デヴィッド・ゴードン・グリーン     | [ 8 ]       |
| 2018 | ヘレディタリー/継承                   | アリ・アスター                     | [ 8 ]       |
| 2018 | サスペリア                            | ルカ・グァダニーノ                 | [ 8 ]       |
| 2019 | アス                                  | ジョーダン・ピール                 | [ 9 ]       |
| 2019 | アド・アストラ                        | ジェームズ・グレイ                 | [ 9 ]       |
| 2019 | アベンジャーズ/エンドゲーム           | アンソニー・ルッソ、ジョー・ルッソ | [ 9 ]       |
| 2019 | ミッドサマー                          | アリ・アスター                     | [ 9 ]       |